# Us and Them (альбом Godflesh)
Us and Them — пятый студийный альбом британской индастриал-метал группы Godflesh. Он был выпущен 17 мая 1999 года в Европе, и 8 июня 1999 года в Северной Америке, на лейбле Earache Records. Как и на Songs of Love and Hate, музыкальный стиль альбома находится под сильным влиянием брейкбита, трип-хопа, драм-н-бейса и хип-хопа.

## Об альбоме
Как позже признавался фронтмен группы Джастин Бродрик, он «ненавидел» этот альбом, так как он был своеобразным выражением «кризиса идентичности»
То, что происходило в то время со мной, когда я был в Godflesh, было личностным кризисом, кризисом идентичности. Я потратил много времени, делая этот альбом, и создавалось впечатление, что это были ремиксы на альбом ремиксов. <...> Это было действительно чертовски утомительно. Я делал этот альбом один, словно отшельник, в подобающем настроении. Я был просто в одержимом состоянии, и я просто потерял из виду то, каким должен быть Godflesh. Конечным результатом стало что-то очень эклектичное и амбициозное, которое вовсе и не было похоже на альбом Godflesh. Этот альбом - звук кризиса идентичности.
Несмотря на определённые проблемы во время записи альбом, поиска нового звучания, он получил в основном положительные отклики музыкальных критиков, и имел успех среди фанатов группы.

## Список композиций
1. «I, Me, Mine» — 5:20
2. «Us and Them» — 5:56
3. «Endgames» — 4:56
4. «Witchhunt» — 5:11
5. «Whose Truth Is Your Truth?» — 5:03
6. «Defiled» — 5:29
7. «Bittersweet» — 4:34
8. «Nail» — 4:09
9. «Descent» — 5:38
10. «Controlfreak» — 5:37
11. «The Internal» — 6:33
12. «Live to Lose» — 5:39

## Участники записи
Godflesh
- Джастин Бродрик (J. K. Broadrick) — вокал, гитара, программирование, микширование, семплирование
- Бен Грин (G.C. Green) — бас-гитара